# William Hastie
William Hastie ou Heste, ou ainda Vasily Heste (Escócia, 1753 ou 1763 - Tsarskoye Selo, 4 de junho de 1832) foi um arquiteto escocês ativo na Rússia.
Foi para a Rússia como parte de um grupo de arquitetos contratados por Charles Cameron para trabalhar em Tsarskoye Selo, onde fez ilustre carreira ao lado de seu compatriota Adam Menelaws. Em 1792 entrou para o serviço da Chancelaria Imperial projetando habitações populares e em 1795 se tornou principal arquiteto do governo de Yekaterinoslav. Na Crimeia supervisionou o palácio Bakhchisaray e outros sítios históricos tártaros e gregos. Voltando a Yekaterinoslav desenvolveu um plano urbanístico para a cidade que foi seguido ao longo de todo o século XIX. Em 1803 estava em São Petersburgo e se juntou a Charles Gascoigne na construção de Izhorsky Zavod. Dois anos mais tarde começou a construir pontes sobre os canais, as primeiras a serem construídas com ferro fundido. Entre 1808 e 1822 foi o arquiteto-chefe em Tsarskoye Selo, desenvolvendo a planta urbana da cidade.